# Die van hiernaast en van de overkant
Die van hiernaast en van de overkant : over Engelse drop, straf en beesten in Europa is een kinderboek van de Nederlandse schrijvers Paul Arnoldussen en Marja Baeten dat geïllustreerd is door Joep Bertrams. Het boek kwam in 1987 uit als Kinderboekenweekgeschenk. Het boek kent geen doorlopend verhaal maar bevat allerlei weetjes over kinderen in Europa.

## Inhoud
Ieder hoofdstuk is enkele pagina's lang en gaat over een bepaald onderwerp waar kinderen mee te maken hebben, bijvoorbeeld snoep, autokentekens, geld, school, huisdieren, feestdagen, namen, telefoon, vakantie, bedtijd, huizen, straf, gebaren of poppenkast. Zo zal in het hoofdstuk over feestdagen staan hoe in Oostenrijk Sinterklaas wordt gevierd, en dat de Sint daar geen Zwarte Piet maar een Krampus meeneemt. In het hoofdstuk over school kan je lezen hoe kinderen in Nederland en andere Europese landen naar school gaan. En in het hoofdstuk over straf staat wat er in die landen gebeurt wanneer ze iets doen dat niet mag.
Een paar weetjes uit het boek staan hieronder. Wel moet daarbij gezegd worden dat het boek in 1987 geschreven is en dat er in de tussentijd veel veranderd kan zijn. Wist je dat...
- Het kind uit Nederland van heel Europa het eerst naar bed moet?
- Ook qua zomervakantie Nederlandse kinderen er met hun 6 weken vergeleken met de rest van Europa bekaaid afkomen? Daar staat wel tegenover dat ze niet op het land hoeven te werken of klusjes thuis moeten doen.
- In Griekenland sommige mensen de telefoon opnamen met 'empros' ('voorwaarts mars')? Dit stamt uit de tijd dat vrijwel alleen het leger telefoon had. Ook hoef je in sommige landen niks te zeggen als je de telefoon opneemt, omdat degene die je opbelt als eerste moet praten.
- Luxemburgers het meeste met vakantie gaan naar het buitenland. Maar dat is nogal wiedes: trek je in Luxemburg een spurt dan ben je de grens al over.
- In Oost-Duitsland buurtcomités waren, zodat zaken als kindermishandeling snel werden ontdekt? Wel betekende dat dat je voortdurend door je buren op de vingers gekeken werd.
- In de Sovjet-Unie kinderen militaire les op school kregen? Als ze heel goed waren mochten ze aan een echte parade meedoen.
- Turkse kinderen maar 3 uur school per dag kregen? Dit lijkt leuk, maar tijdens die drie uur is het wel flink stampen geblazen. Bovendien weten de kinderen niet van tevoren welke vakken ze krijgen, dus moesten alle boeken mee zodat de schooltassen in Turkije loodzwaar waren.
- Nederlandse schoolcijfers van 1 (slecht) tot 10 (goed) gaan, maar Engelse van A (goed) tot D (slecht) en Russische van 1 (goed) tot 6 (slecht)?
- In Zweden helemaal niet aan schoolcijfers werd gedaan[1]?
- In Engeland op privé-scholen door meesters en juffen voor straf nog geslagen mocht worden? In de Sovjet-Unie bestond straf er daarentegen uit dat de klas samen met de leraar de 'doerak' (domoor) uitlegde wat hij misdaan had. Waarna deze meestal beloofde het nooit meer te doen.[2]
- Slechts in Nederland Sinterklaas uitgebreid gevierd wordt met cadeaus en surprises? In omliggende landen krijgen de kinderen hooguit snoep of mandarijntjes in de schoen en soms een heel klein cadeautje. Daar staat dan weer tegenover dat daar de meeste cadeaus met Kerstmis worden gegeven.[3]
- In sommige landen de naamdag even belangrijk is als de verjaardag of zelfs nog belangrijker?
- In het communistische Albanië het gebruikelijk was kinderen namen te geven die met de opbouw van het land te maken hadden? Daarom heten sommige mensen daar nu vrij vertaald 'Vlag' of 'Vooruitgang'. In datzelfde Albanië waren auto's staatsbezit, waardoor nummerbordenliefhebbers een traantje wegpinkten wanneer ze een Albanees kenteken zagen.[4]
- In buitenlandse aardrijkskundeboeken soms fouten stonden over Nederland? Een West-Duits boek vermeldde bijvoorbeeld dat de Markerwaard was ingepolderd, omdat de schrijver en de uitgever er rekening mee hielden dat de boeken jaren meegingen. Tegen die tijd zou die geplande polder er vast en zeker al zijn. Maar Nederland besloot dat de inpoldering niet door zou gaan, zodat West-Duitse kinderen les kregen uit aardrijkskundeboeken met fouten erin. Een Zwitsers boek meldde zelfs dat de Waddenzee ingepolderd zou zijn.[5]

## Landen die in het boek voorkomen
De volgende Europese landen komen in het boek voor. Wel is het zo dat het boek in 1987 uitkwam en er in de tussentijd dingen zijn veranderd. De Sovjet-Unie en Joegoslavië bestaan bijvoorbeeld niet meer, en Duitsland is nu weer één land. Door over kinderen in Oost-Duitsland en de Sovjet-Unie te schrijven wordt een kijkje achter het IJzeren Gordijn genomen. Ook Albanië, destijds het meest gesloten land van Europa, komt aan bod.
- IJsland
- Noorwegen
- Zweden
- Denemarken
- Groot-Brittannië
- Ierland
- West-Duitsland
- Oost-Duitsland
- Nederland
- Sovjet-Unie
- Turkije
- België
- Luxemburg
- Frankrijk
- Spanje
- Portugal
- Italië
- Joegoslavië
- Albanië
- Zwitserland
- Oostenrijk